# Seyre
Seyre est une commune française située dans l'est du département de la Haute-Garonne, en région Occitanie.
Sur le plan historique et culturel, la commune est dans le Lauragais, l'ancien « Pays de Cocagne », lié à la fois à la culture du pastel et à l’abondance des productions, et de « grenier à blé du Languedoc ». Exposée à un climat océanique altéré, elle est drainée par la Thésauque, le ruisseau de Gardijol et par divers autres petits cours d'eau.
Seyre est une commune rurale qui compte 127 habitants en 2022, après avoir connu un pic de population de 333 habitants en 1831. Elle fait partie de l'aire d'attraction de Toulouse. Ses habitants sont appelés les Seyrois ou  Seyroises.

## Géographie

### Localisation
La commune de Seyre se trouve dans le département de la Haute-Garonne, en région Occitanie.
Elle se situe à 32 km à vol d'oiseau de Toulouse, préfecture du département, et à 19 km d'Escalquens, bureau centralisateur du canton d'Escalquens dont dépend la commune depuis 2015 pour les élections départementales.
La commune fait en outre partie du bassin de vie de Nailloux.
Les communes les plus proches sont : 
Monestrol (3,3 km), Gardouch (3,3 km), Montclar-Lauragais (3,8 km), Nailloux (3,8 km), Montgeard (3,9 km), Lagarde (4,1 km), Vieillevigne (4,4 km), Renneville (4,8 km).
Sur le plan historique et culturel, Seyre fait partie du Lauragais, occupant une vaste zone, autour de l’axe central que constitue le canal du Midi, entre les agglomérations de Toulouse au nord-ouest et Carcassonne au sud-est et celles de Castres au nord-est et Pamiers au sud-ouest. C'est l'ancien « Pays de Cocagne », lié à la fois à la culture du pastel et à l’abondance des productions, et de « grenier à blé du Languedoc ».
Seyre est limitrophe de cinq autres communes.
Les communes limitrophes sont  Gardouch, Lagarde, Montesquieu-Lauragais, Montgeard et Nailloux.
| Montesquieu-Lauragais (sur 150 m) | Gardouch  |         |
| Nailloux                          | Seyre     |         |
|                                   | Montgeard | Lagarde |

### Géologie
La superficie de la commune est de 389 hectares ; son altitude varie de 185  à   262 mètres.

### Hydrographie

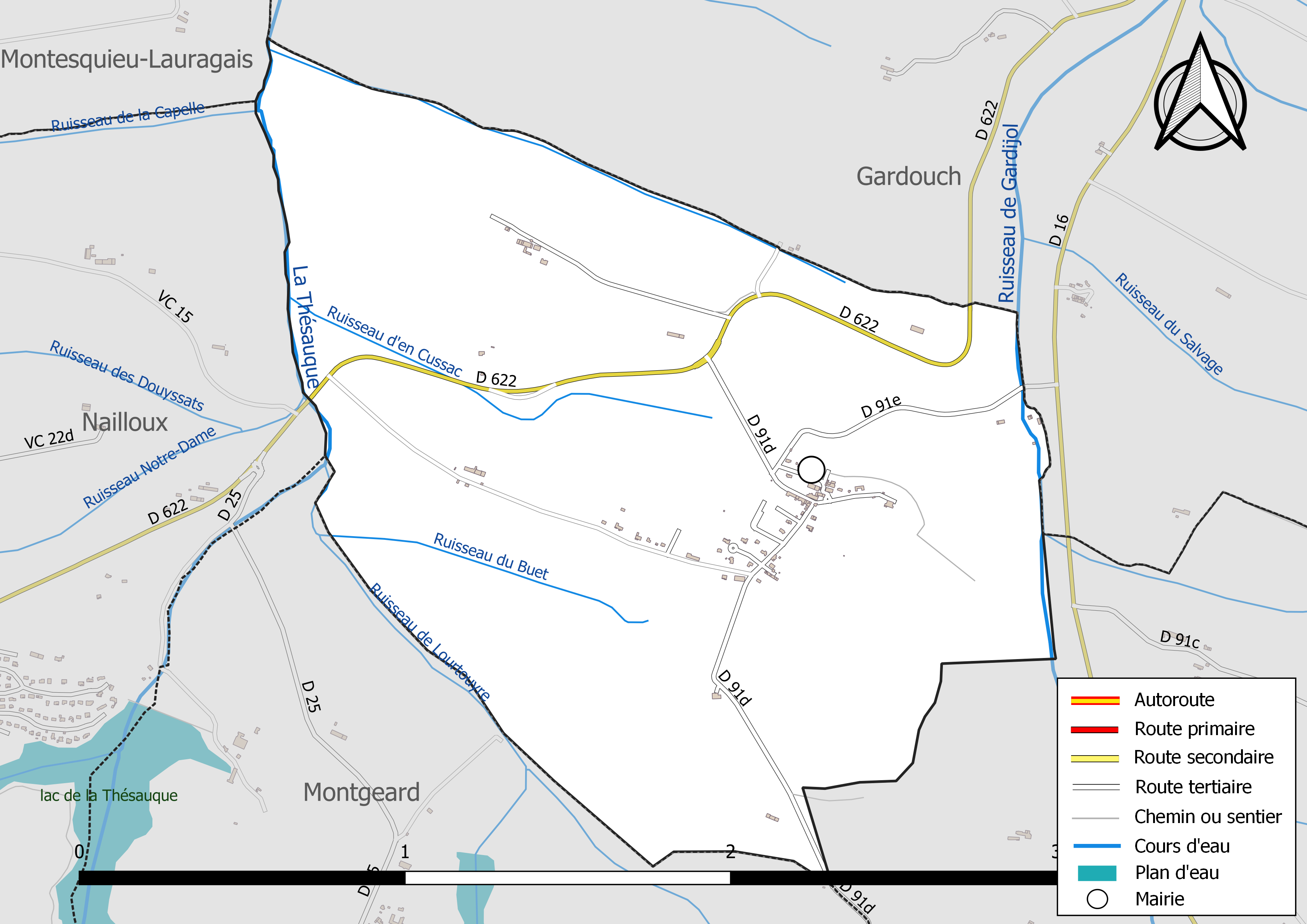
Réseaux hydrographique et routier de Seyre.

La commune est dans le bassin de la Garonne, au sein du bassin hydrographique Adour-Garonne. Elle est drainée par la Thésauque, le ruisseau de Gardijol, le ruisseau de la Capelle, le ruisseau de Lourtouyre, le ruisseau d'en Cussac, le ruisseau du Buet et par divers petits cours d'eau, constituant un réseau hydrographique de 8 km de longueur totale,.
La Thésauque, d'une longueur totale de 16,7 km, prend sa source dans la commune de Caignac et s'écoule vers le nord. Elle traverse la commune et se jette dans l'Hers-Mort à Villenouvelle.
Le ruisseau de Gardijol, d'une longueur totale de 22,2 km, prend sa source dans la commune de Mézerville (11) et s'écoule vers le nord. Il traverse la commune et se jette dans l'Hers-Mort à Gardouch, après avoir traversé 9 communes.

### Climat
Pour des articles plus généraux, voir Climat de l'Occitanie et Climat de la Haute-Garonne.
En 2010, le climat de la commune est de type climat du Bassin du Sud-Ouest, selon une étude s'appuyant sur une série de données couvrant la période 1971-2000. En 2020, Météo-France publie une typologie des climats de la France métropolitaine dans laquelle la commune est exposée à un climat océanique altéré et est dans la région climatique Aquitaine, Gascogne, caractérisée par une pluviométrie abondante au printemps, modérée en automne, un faible ensoleillement au printemps, un été chaud (19,5 °C), des vents faibles, des brouillards fréquents en automne et en hiver et des orages fréquents en été (15 à 20 jours).
Pour la période 1971-2000, la température annuelle moyenne est de 13 °C, avec une amplitude thermique annuelle de 15,5 °C. Le cumul annuel moyen de précipitations est de 733 mm, avec 9,3 jours de précipitations en janvier et 5,8 jours en juillet. Pour la période 1991-2020, la température moyenne annuelle observée sur la station météorologique la plus proche, située sur la commune de Ségreville à 15 km à vol d'oiseau, est de 13,4 °C et le cumul annuel moyen de précipitations est de 747,6 mm,. Pour l'avenir, les paramètres climatiques de la commune estimés pour 2050 selon différents scénarios d'émission de gaz à effet de serre sont consultables sur un site dédié publié par Météo-France en novembre 2022.

### Milieux naturels et biodiversité
Aucun espace naturel présentant un intérêt patrimonial n'est recensé sur la commune dans l'inventaire national du patrimoine naturel,,.

## Urbanisme

### Typologie
Au 1er janvier 2024, Seyre est catégorisée commune rurale à habitat très dispersé, selon la nouvelle grille communale de densité à sept niveaux définie par l'Insee en 2022.
Elle est située hors unité urbaine. Par ailleurs la commune fait partie de l'aire d'attraction de Toulouse, dont elle est une commune de la couronne,. Cette aire, qui regroupe 527 communes, est catégorisée dans les aires de 700 000 habitants ou plus (hors Paris),.

### Occupation des sols
L'occupation des sols de la commune, telle qu'elle ressort de la base de données européenne d’occupation biophysique des sols Corine Land Cover (CLC), est marquée par l'importance des territoires agricoles (99,1 % en 2018), une proportion identique à celle de 1990 (99,1 %). La répartition détaillée en 2018 est la suivante : 
terres arables (85 %), zones agricoles hétérogènes (14,2 %), forêts (0,9 %). L'évolution de l’occupation des sols de la commune et de ses infrastructures peut être observée sur les différentes représentations cartographiques du territoire : la carte de Cassini (XVIIIe siècle), la carte d'état-major (1820-1866) et les cartes ou photos aériennes de l'IGN pour la période actuelle (1950 à aujourd'hui).

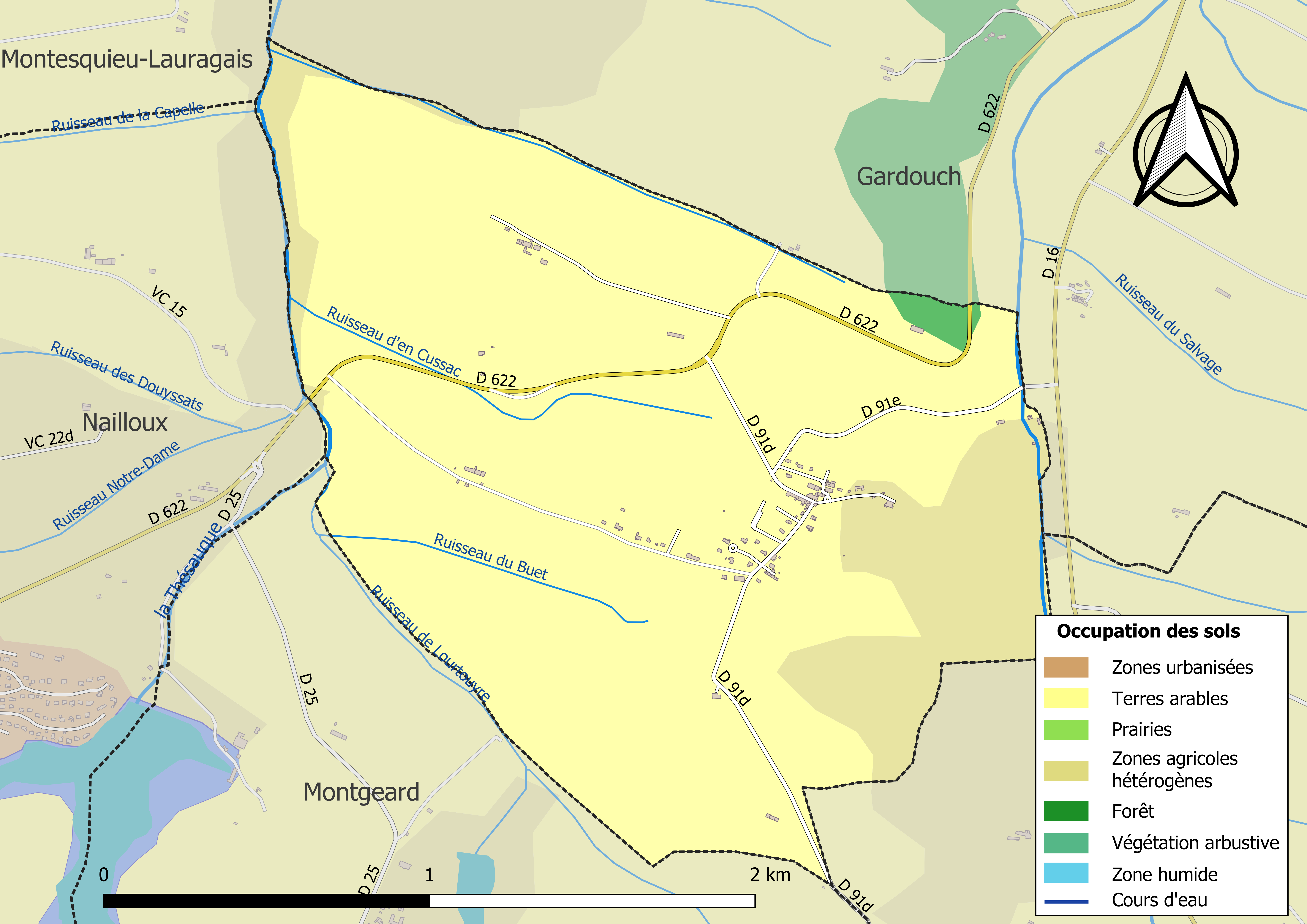
Carte des infrastructures et de l'occupation des sols de la commune en 2018 (CLC).

### Voies de communication et transports
La ligne 327 du réseau Arc-en-Ciel relie la commune à la gare de Villefranche-de-Lauragais, en correspondance avec des TER Occitanie vers Toulouse-Matabiau.

### Risques majeurs
Le territoire de la commune de Seyre est vulnérable à différents aléas naturels : météorologiques (tempête, orage, neige, grand froid, canicule ou sécheresse), inondations et séisme (sismicité très faible). Un site publié par le BRGM permet d'évaluer simplement et rapidement les risques d'un bien localisé soit par son adresse soit par le numéro de sa parcelle.
Certaines parties du territoire communal sont susceptibles d’être affectées par le risque d’inondation par débordement de cours d'eau, notamment le Thésauque. La commune a été reconnue en état de catastrophe naturelle au titre des dommages causés par les inondations et coulées de boue survenues en 1982, 1999, 2009 et 2018,.

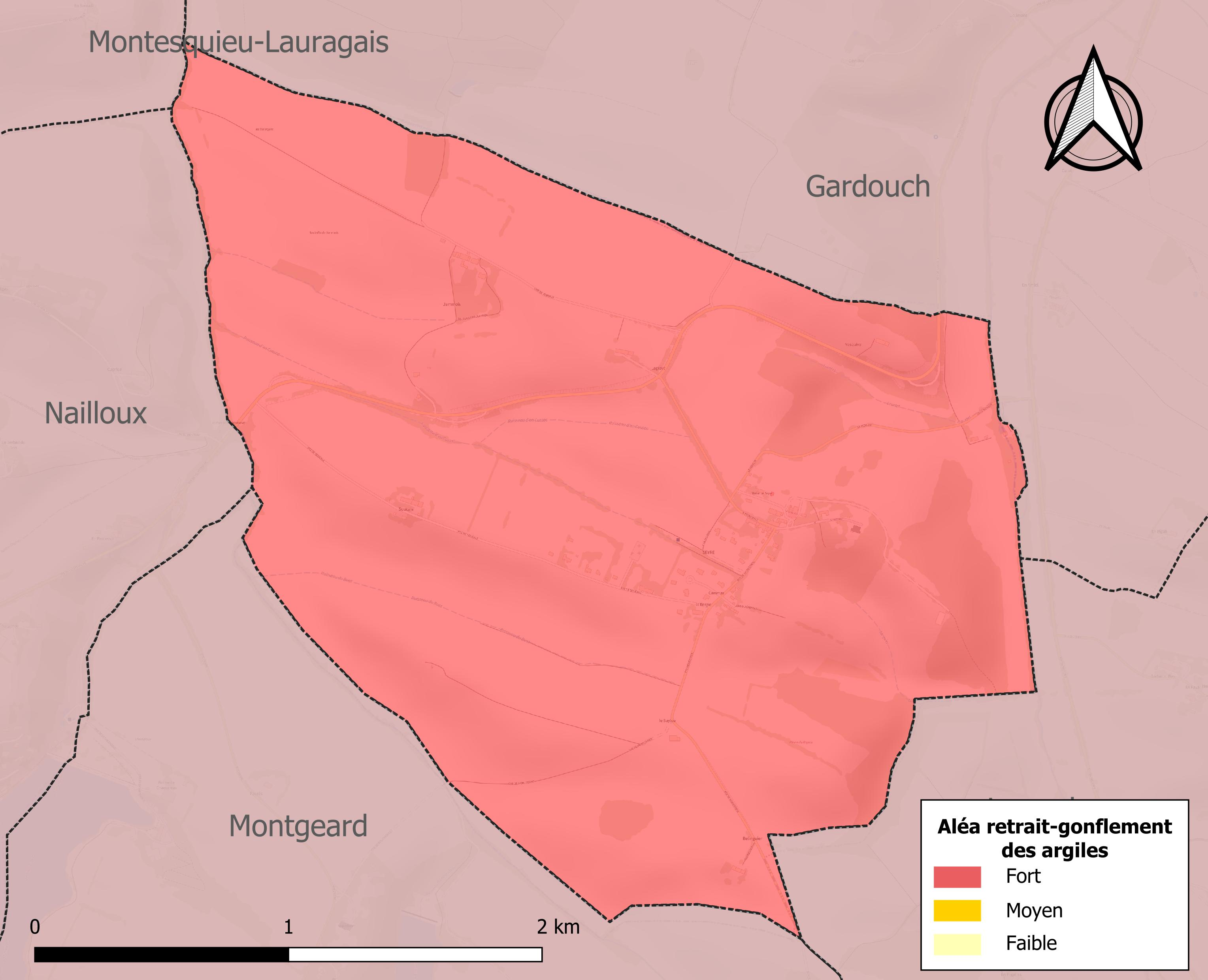
Carte des zones d'aléa retrait-gonflement des sols argileux de Seyre.

Le retrait-gonflement des sols argileux est susceptible d'engendrer des dommages importants aux bâtiments en cas d’alternance de périodes de sécheresse et de pluie. La totalité de la commune est en aléa moyen ou fort (88,8 % au niveau départemental et 48,5 % au niveau national). Sur les 59 bâtiments dénombrés sur la commune en 2019, 59 sont en aléa moyen ou fort, soit 100 %, à comparer aux 98 % au niveau départemental et 54 % au niveau national. Une cartographie de l'exposition du territoire national au retrait gonflement des sols argileux est disponible sur le site du BRGM,.
Par ailleurs, afin de mieux appréhender le risque d’affaissement de terrain, l'inventaire national des cavités souterraines permet de localiser celles situées sur la commune.
Concernant les mouvements de terrains, la commune a été reconnue en état de catastrophe naturelle au titre des dommages causés par la sécheresse en 2003 et 2012 et par des mouvements de terrain en 1999.

## Politique et administration

### Administration municipale
Le nombre d'habitants au recensement de 2011 étant compris entre 100 et 499, le nombre de membres du conseil municipal pour l'élection de 2014 est de onze,.

### Rattachements administratifs et électoraux
Commune faisant partie de la septième circonscription de la Haute-Garonne de la communauté de communes des Terres du Lauragais et du canton d'Escalquens (avant le redécoupage départemental de 2014, Seyre faisait partie de l'ex-canton de Nailloux) et avant le 1er janvier 2017 elle faisait partie de la communauté de communes des Coteaux du Lauragais Sud.

### Liste des maires
| Période                                  | Période             | Identité            | Étiquette | Qualité                     |
| ---------------------------------------- | ------------------- | ------------------- | --------- | --------------------------- |
| mars 2001                                | 2008                | Bernard Rancinangue |           |                             |
| mars 2008                                | 23 mai 2017 (décès) | Josiane Rancinangue | DVD       | Retraitée de l'enseignement |
| 2017                                     | En cours            | Michel Touja        |           |                             |
| Les données manquantes sont à compléter. |                     |                     |           |                             |

## Population et société

### Démographie
L'évolution du nombre d'habitants est connue à travers les recensements de la population effectués dans la commune depuis 1793. Pour les communes de moins de 10 000 habitants, une enquête de recensement portant sur toute la population est réalisée tous les cinq ans, les populations de référence des années intermédiaires étant quant à elles estimées par interpolation ou extrapolation. Pour la commune, le premier recensement exhaustif entrant dans le cadre du nouveau dispositif a été réalisé en 2005.

En 2022, la commune comptait 127 habitants, en évolution de −3,05 % par rapport à 2016 (Haute-Garonne : +8,02 %, France hors Mayotte : +2,11 %).
| 1793 | 1800 | 1806 | 1821 | 1831 | 1836 | 1841 | 1846 | 1851 |
| ---- | ---- | ---- | ---- | ---- | ---- | ---- | ---- | ---- |
| 226  | 254  | 244  | 309  | 333  | 288  | 296  | 293  | 285  |

| 1856 | 1861 | 1866 | 1872 | 1876 | 1881 | 1886 | 1891 | 1896 |
| ---- | ---- | ---- | ---- | ---- | ---- | ---- | ---- | ---- |
| 294  | 281  | 269  | 225  | 192  | 192  | 191  | 176  | 188  |

| 1901 | 1906 | 1911 | 1921 | 1926 | 1931 | 1936 | 1946 | 1954 |
| ---- | ---- | ---- | ---- | ---- | ---- | ---- | ---- | ---- |
| 167  | 169  | 152  | 126  | 114  | 117  | 113  | 123  | 102  |

| 1962 | 1968 | 1975 | 1982 | 1990 | 1999 | 2005 | 2006 | 2010 |
| ---- | ---- | ---- | ---- | ---- | ---- | ---- | ---- | ---- |
| 82   | 76   | 77   | 82   | 79   | 76   | 87   | 89   | 102  |

| 2015 | 2020 | 2022 | - | - | - | - | - | - |
| ---- | ---- | ---- | - | - | - | - | - | - |
| 129  | 128  | 127  | - | - | - | - | - | - |

| selon la population municipale des années : | 1968 | 1975 | 1982 | 1990 | 1999 | 2006 | 2009 | 2013 |
| Rang de la commune dans le département      | 509  | 378  | 427  | 478  | 475  | 492  | 478  | 471  |
| Nombre de communes du département           | 592  | 582  | 586  | 588  | 588  | 588  | 589  | 589  |

### Enseignement
Seyre fait partie de l'académie de Toulouse.

### Culture et festivités
Salle des fêtes l'Arsenal, comité des fêtes, fête locale début septembre,

### Activités sportives
Randonnée pédestre, chasse, pétanque,

### Écologie et recyclage
La collecte et le traitement des déchets des ménages et des déchets assimilés ainsi que la protection et la mise en valeur de l'environnement se font dans le cadre de CoLaurSud (communauté de communes des coteaux du Lauragais Sud).
Une déchèterie est située sur la commune de Montgeard sur la route de Nailloux à Calmont.

## Économie

### Emploi
|                | 2008  | 2013  | 2018  |
| -------------- | ----- | ----- | ----- |
| Commune        | 0 %   | 6,3 % | 1,3 % |
| Département    | 7,7 % | 9,6 % | 9,3 % |
| France entière | 8,3 % | 10 %  | 10 %  |

En 2018, la population âgée de 15 à 64 ans s'élève à 81 personnes, parmi lesquelles on compte 86,1 % d'actifs (84,8 % ayant un emploi et 1,3 % de chômeurs) et 13,9 % d'inactifs,. Depuis 2008, le taux de chômage communal (au sens du recensement) des 15-64 ans est inférieur à celui de la France et du département.
La commune fait partie de la couronne de l'aire d'attraction de Toulouse, du fait qu'au moins 15 % des actifs travaillent dans le pôle,. Elle compte 5 emplois en 2018, contre 13 en 2013 et 10 en 2008. Le nombre d'actifs ayant un emploi résidant dans la commune est de 69, soit un indicateur de concentration d'emploi de 7,3 % et un taux d'activité parmi les 15 ans ou plus de 68 %.
Sur ces 69 actifs de 15 ans ou plus ayant un emploi, 2 travaillent dans la commune, soit 3 % des habitants. Pour se rendre au travail, 95,5 % des habitants utilisent un véhicule personnel ou de fonction à quatre roues, 1,5 % les transports en commun, 1,5 % s'y rendent en deux-roues, à vélo ou à pied et 1,5 % n'ont pas besoin de transport (travail au domicile).

### Activités hors agriculture
16 établissements sont implantés  à Seyre au 31 décembre 2019.
Le secteur des activités spécialisées, scientifiques et techniques et des activités de services administratifs et de soutien est prépondérant sur la commune puisqu'il représente 43,8 % du nombre total d'établissements de la commune (7 sur les 16 entreprises implantées  à Seyre), contre 19,8 % au niveau départemental.

### Agriculture
|               | 1988 | 2000 | 2010 | 2020 |
| ------------- | ---- | ---- | ---- | ---- |
| Exploitations | 3    | 3    | 3    | 5    |
| SAU (ha)      | 373  | 423  | 441  | 288  |

La commune est dans le Lauragais, une petite région agricole occupant le nord-est du département de la Haute-Garonne, dont les coteaux portent des grandes cultures en sec avec une dominante blé dur et tournesol. En 2020, l'orientation technico-économique de l'agriculture  sur la commune est la culture de céréales et/ou d'oléoprotéagineuses. Cinq exploitations agricoles ayant leur siège dans la commune sont dénombrées lors du recensement agricole de 2020 (trois en 1988). La superficie agricole utilisée est de 288 ha,,.

## Culture locale et patrimoine

### Lieux et monuments
- L'église paroissiale Saint-Christophe.
- Château de Seyre, château reconstruit en 1855. Ses façades sont décorées d'éléments provenant de la manufacture Virebent[43]. Les allégories des saisons qui ornent les pavillons du château sont dues au sculpteur Antoine-Joseph Salamon, collaborateur de Virebent (on retrouve le Printemps et l'Été sur l'immeuble que fit construire ce dernier rue Lafayette, à Toulouse)[44].

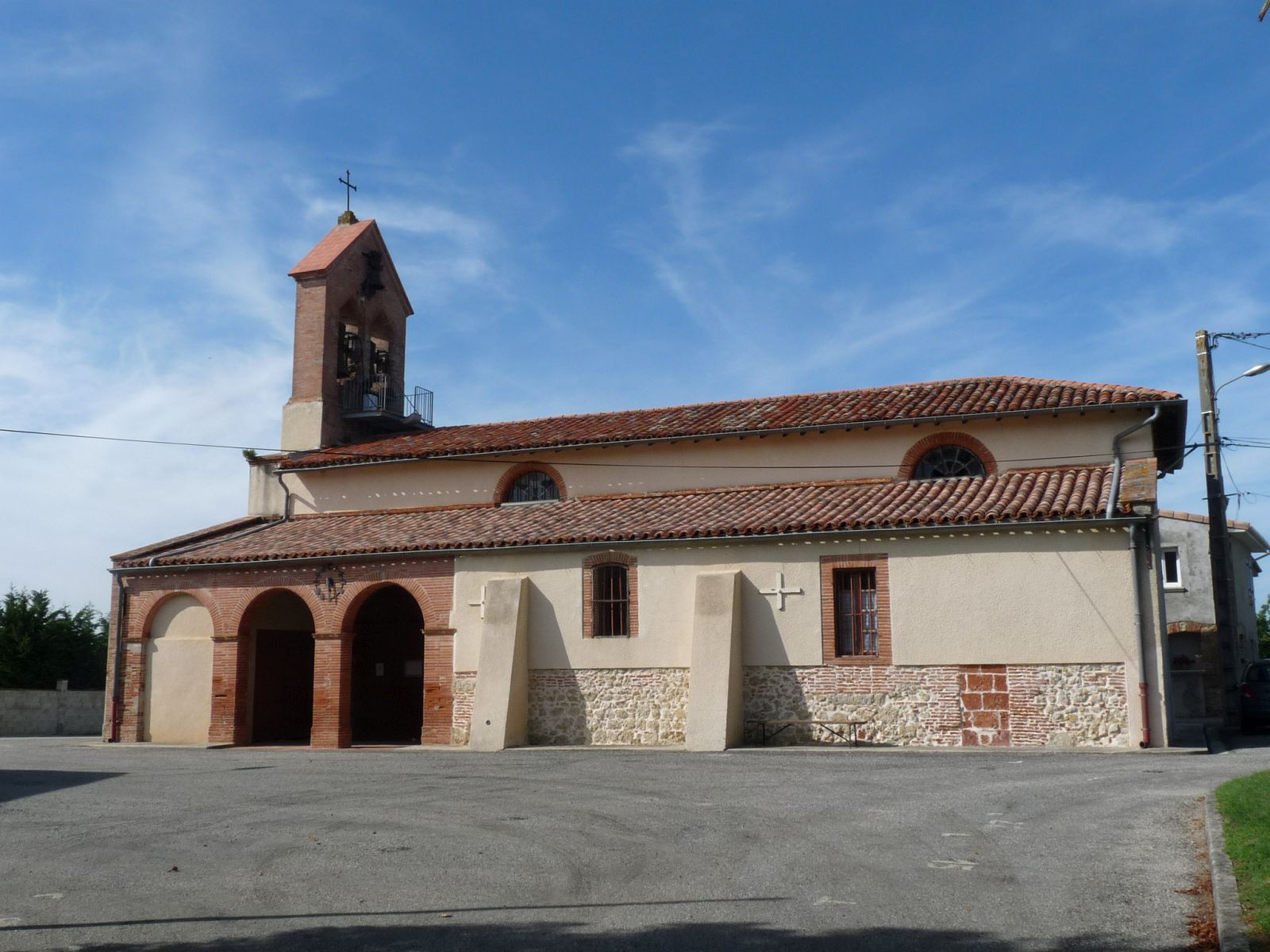
L'église
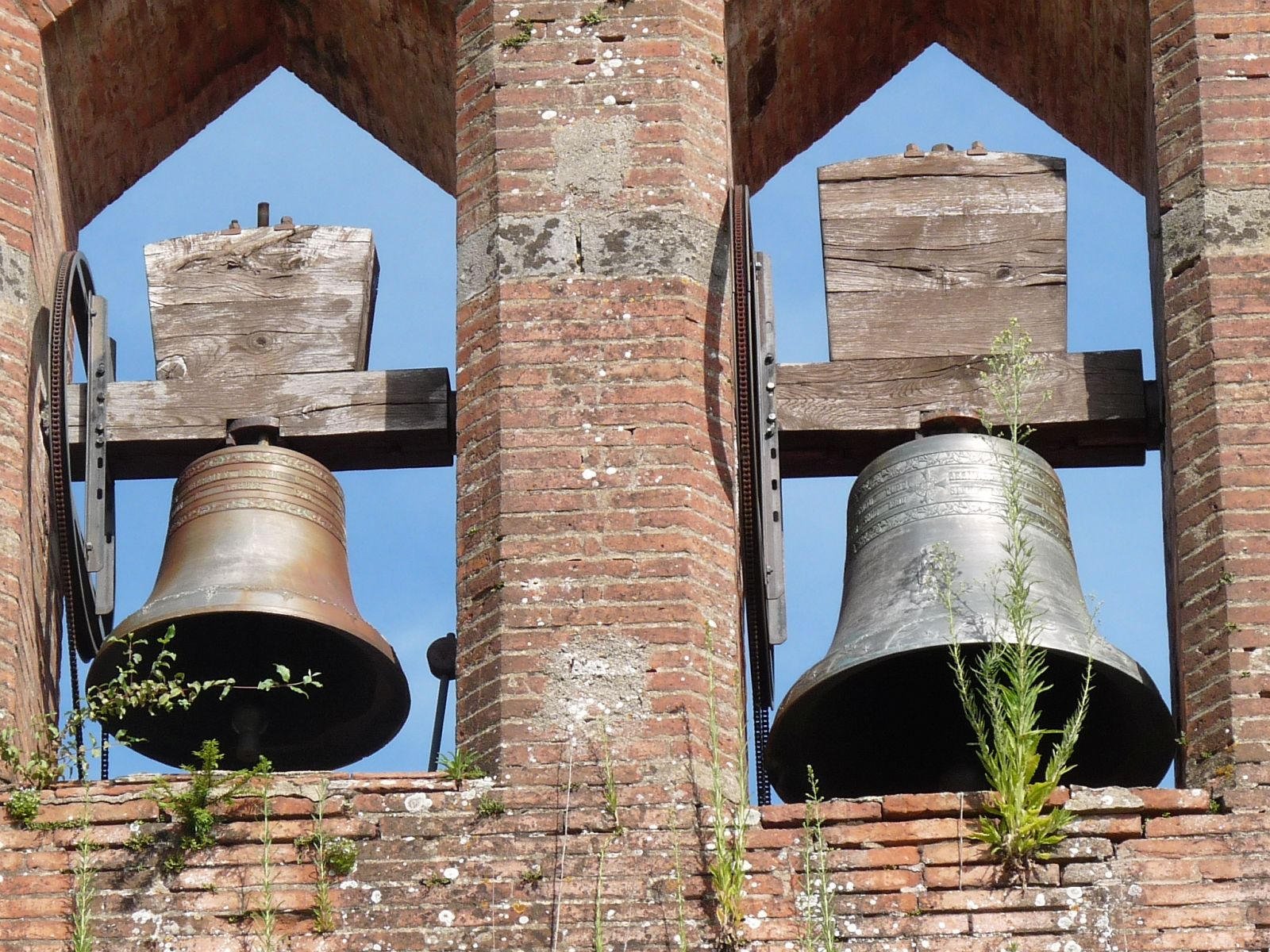
Les cloches
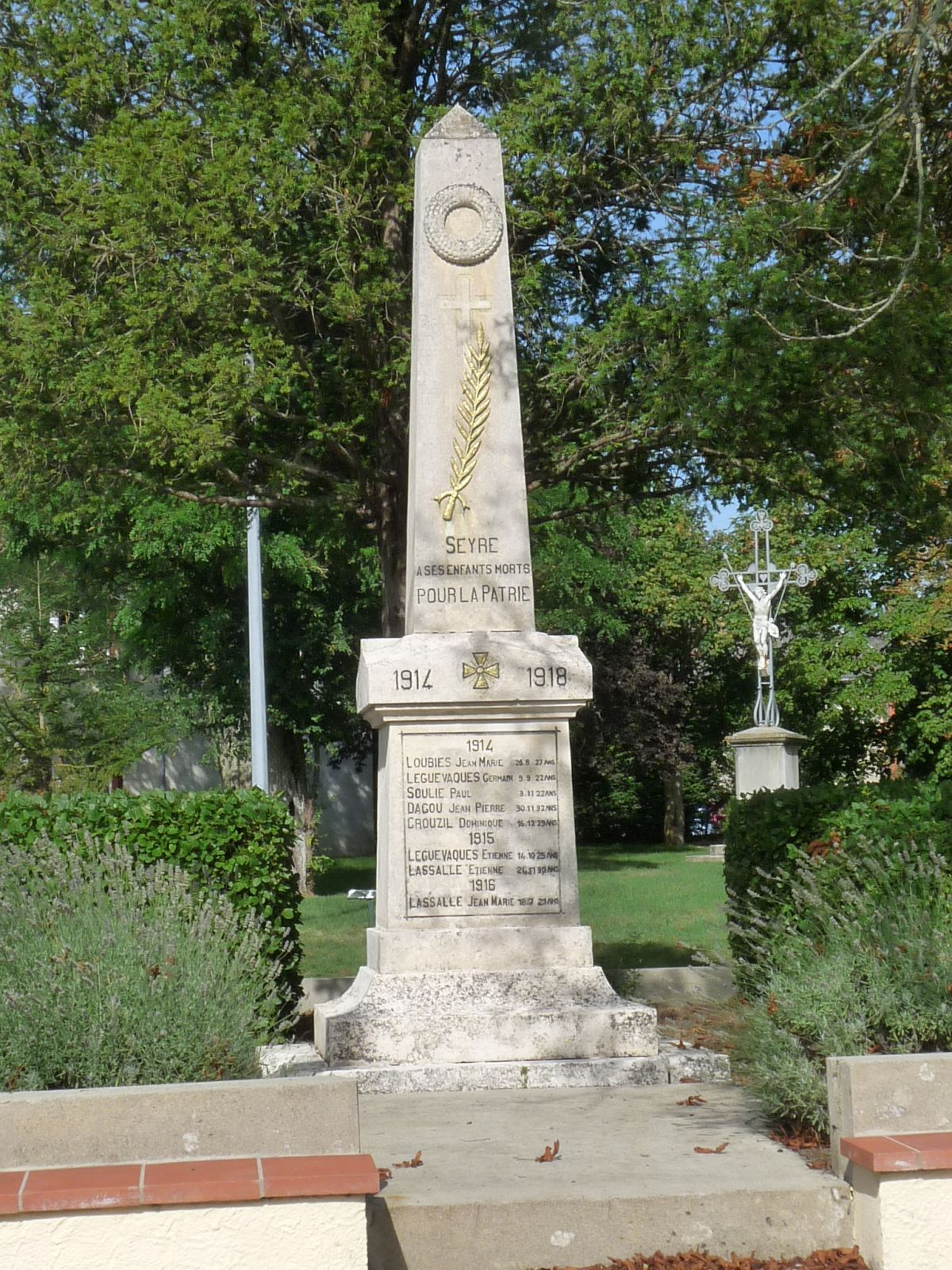
Le monument aux morts
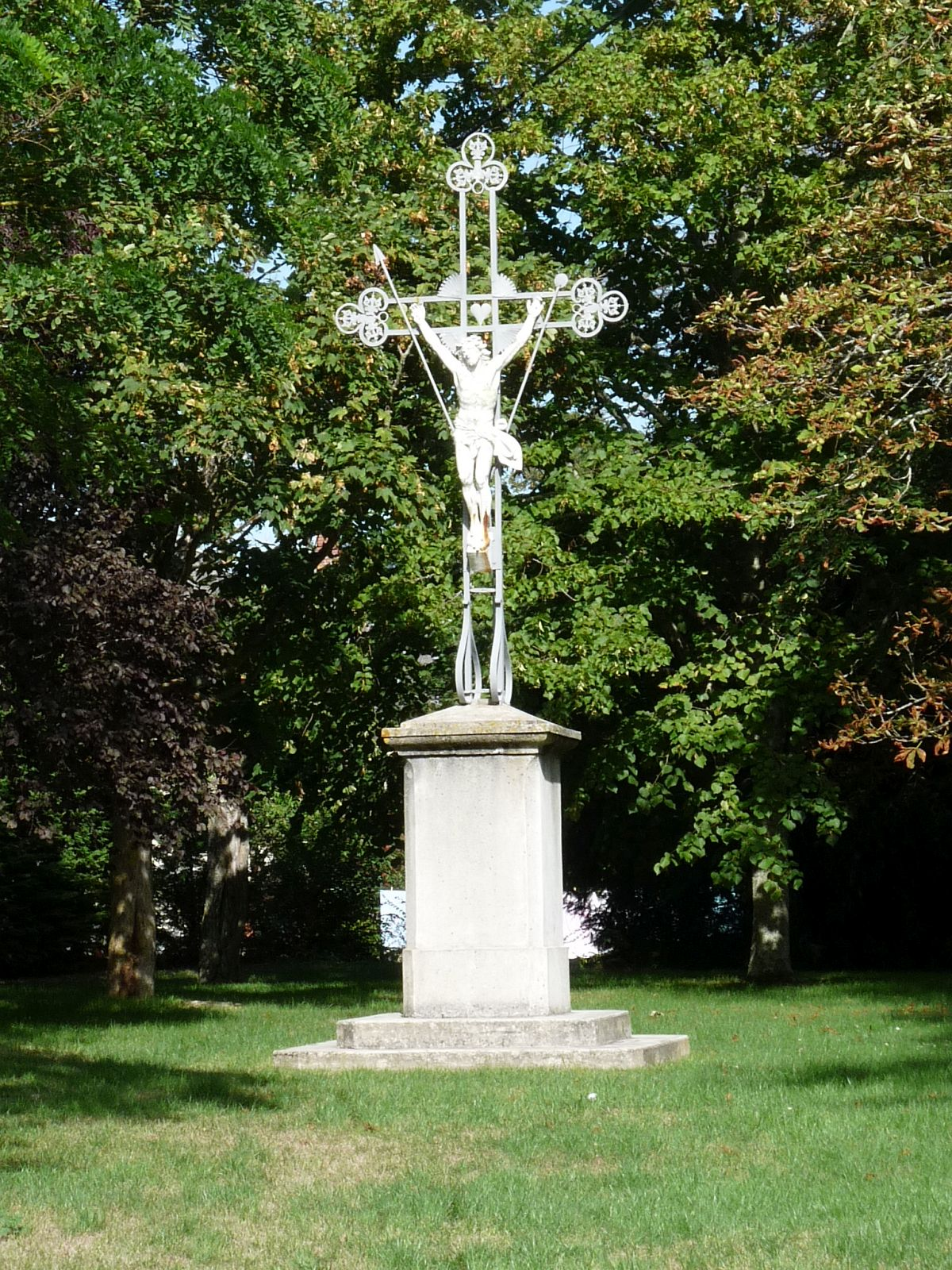
Croix de mission

### Personnalités liées à la commune
- Jean d'Aligny (1909-1991) et sa compagne Yvonne Lagrange (1909-1976), résistants, sont décédés et enterrés à Seyre.

## Pour approfondir